# Tomba Claudio Bettini

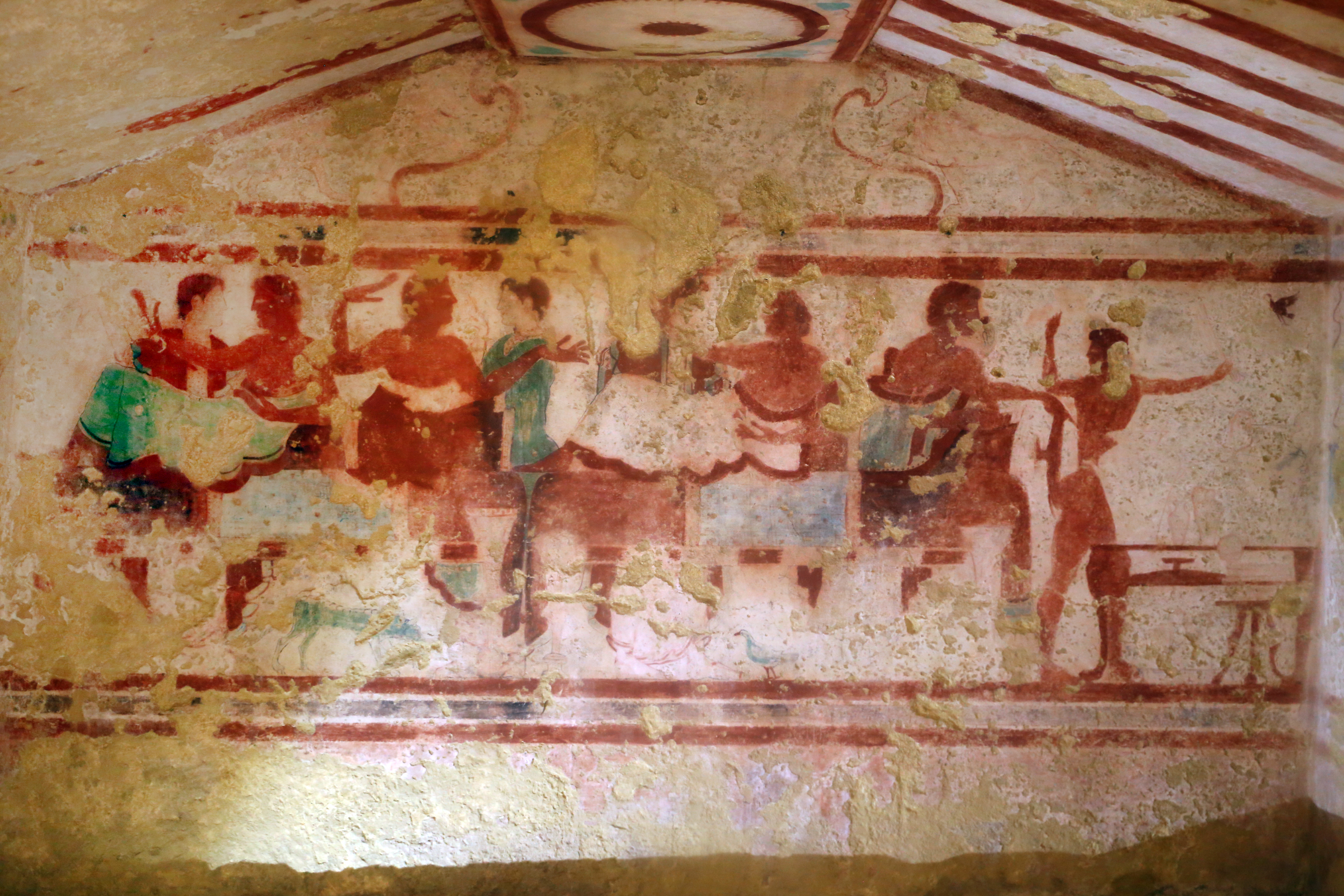
Bankettszene

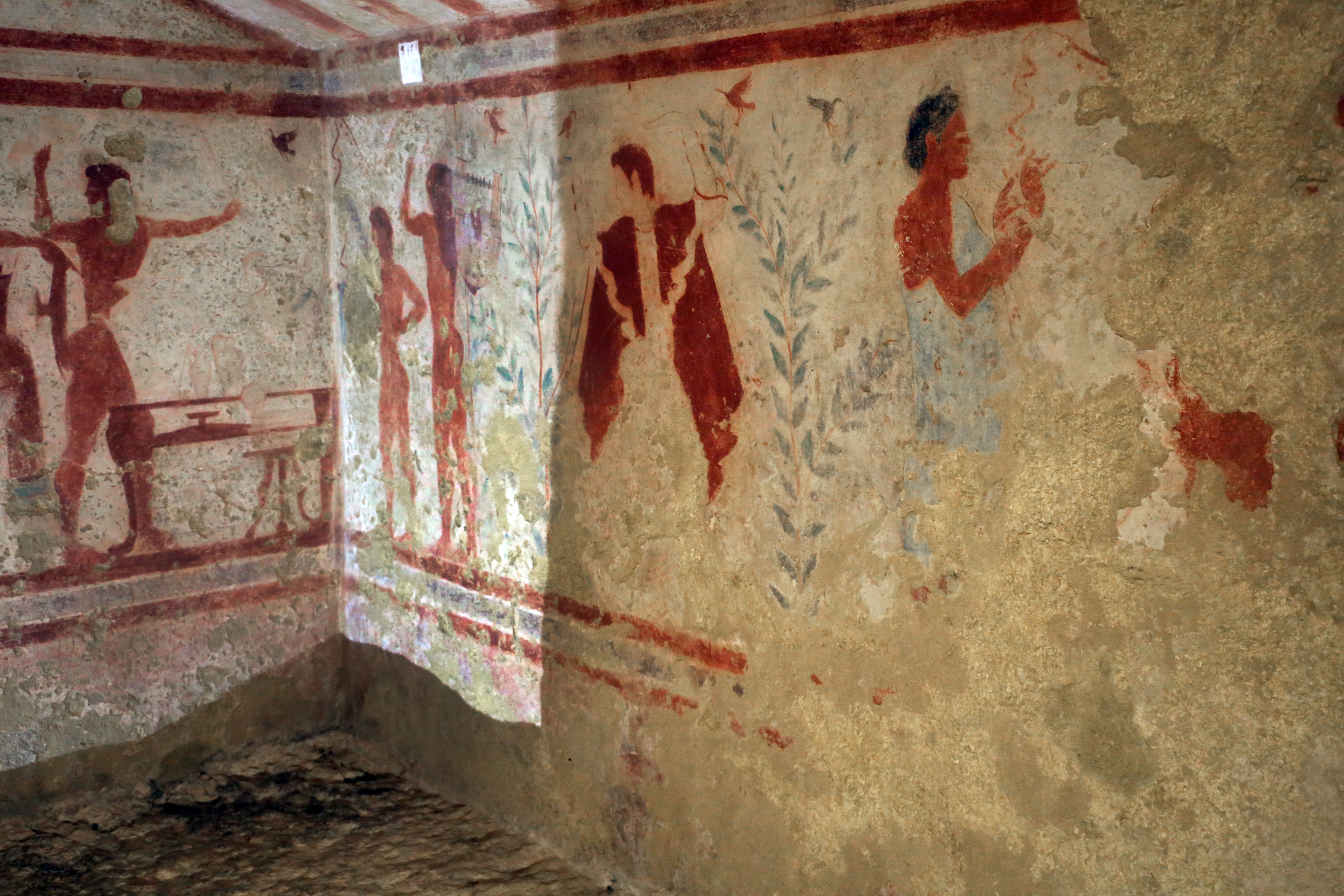
Tänzer und Musikanten auf der Seitenwand

Die Tomba Claudio Bettini ist ein im Jahr 1967 gefundenes etruskisches Grab in der Monterozzi-Nekropole bei Tarquinia. Das Grab datiert um 450 v. Chr. oder kurz danach. Es wurde in der älteren Forschung als Tomba 5513 bezeichnet, jedoch 2007 nach dem Restaurator Claudio Bettini (1940–1997) umbenannt.
Beim Grab handelt sich um eine kleine unterirdische Kammer, deren Wände bemalt sind. Die Malereien sind nicht gut erhalten. Die Rückwand zeigt eine Bankettszene. Verschiedene männliche Teilnehmer liegen auf Klinen. Frauen stehen. Rechts ist ein nackter Diener dargestellt. An der rechten Seitenwand finden sich Musikanten und Tänzer zwischen Bäumen. In der Mitte des Grabraumes befindet sich ein Schacht, mit einem Fries, der mit Wellenlinien ausgemalt ist.
Die Ausmalung im Grab weist einige Ähnlichkeiten mit der Tomba del Triclinio und der Tomba del Letto Funebre auf. Es wird vermutet, dass diese Gräber von derselben Werkstatt gefertigt wurden, wobei die Tomba Claudio Bettini wohl etwas später ausgemalt wurde. Die Malereien beider Gräber sind stark von attischer Vasenmalerei beeinflusst.